# Velcro
Velcro (sau „arici”) este un sistem de închidere format din două suprafețe: una de nailon și una de pâslă. Suprafața de nailon este compusă din cârlige minuscule, iar pâsla din bucle minuscule; atunci când cele două suprafețe se suprapun, cârligele se agață în buclele pâslei, făcând separarea lor relativ dificilă.
Sistemul de prindere a fost inventat în 1948 de electricianul elvețian George de Mestral și urmează principiul răspândirii semințelor de scai, care se prind de blana animalelor care le ating.
Însuși termenul „velcro” este un cuvânt telescopat, obținut prin alăturarea cuvintelor franceze „velour” (catifea) și „crochet” (cârlig).